# Simon Sez
Simon Sez é um filme de ação e comédia de espionagem de 1999, estrelado por Dennis Rodman, Dane Cook e John Pinette. O filme foi dirigido por Kevin Alyn Elders, e a trilha sonora foi composta por Brian Tyler.
O filme recebeu críticas extremamente negativas e se tornou uma bomba nas bilheterias.

## Premissa
O agente da Interpol, Simon, parte em uma missão na França para salvar uma garota sequestrada e derrotar um traficante de armas.

## Elenco
- Dennis Rodman como Simon
- Dane Cook como Nick Miranda
- John Pinette como Micro, um colega ciber-monge
- Ricky Harris como Macro, um colega cyber-monge
- Filip Nikolic como Michael Gabrielli
- Natalia Cigliuti como Claire Fence
- Jérôme Pradon como Ashton

## Produção
Em 1998, a Variety anunciou que Ringo Lam iria dirigir Simon Sez com Kevin Elders. Lam mais tarde contribuiu apenas para o filme como produtor.

## Liberação
O filme foi lançado em 1999, abrindo em Los Angeles em 24 de setembro e depois em Nova Iorque em 25 de setembro. O filme arrecadou um total de 292.152 dólares com um orçamento de dez milhões de dólares, tornando o filme uma bomba nas bilheterias.

## Recepção
No Rotten Tomatoes, Simon Sez recebeu uma classificação de 0% com base em 19 avaliações, com uma pontuação média de 1.8 em 10. The New York Times escreveu uma crítica contundente, dizendo que "seu enredo parece ter sido pescado nas cestas de lixo de escritores que escreveram dezenas de melhores exemplos do gênero que datam pelo menos desde o Dr. No em 1962, "mas elogiando Rodman como "inescapavelmente assistível". A Entertainment Weekly atribuiu ao filme uma classificação D, referindo-se ao filme como "uma bagunça de má qualidade" e "uma fraude de Ronin e que Rodman era "o exibicionista sexual ameaçador de ontem que virou o clichê superexposto de hoje".